# Vitray
Vitray é uma ex-comuna francesa na região administrativa de Auvérnia-Ródano-Alpes, no departamento Allier. Estendeu-se por uma área de 26,6 km². Em 2010 a comuna tinha 115 habitantes (densidade: 4,3 hab./km²).
Em 1 de janeiro de 2017 foi fundida com as comunas de Meaulne para a criação da nova comuna de Meaulne-Vitray.